# Stoke Park
Stoke Park is een wijk in Ipswich, in het Engelse graafschap Suffolk. In 2001 telde het wijk 7235 inwoners.